# Niederrœdern
Niederrœdern település Franciaországban, Bas-Rhin megyében. Lakosainak száma 894 fő (2022. január 1.). Niederrœdern Buhl, Crœttwiller, Eberbach-Seltz, Hatten, Kesseldorf, Schaffhouse-près-Seltz, Seltz és Wintzenbach községekkel határos.

## Népesség
A település népességének változása:
| Lakosok száma | 928  | 923  | 931  | 928  | 927  | 916  | 905  | 894  |
|               | 2013 | 2015 | 2017 | 2018 | 2019 | 2020 | 2021 | 2022 |